# 粟津號
粟津 號（あわづ ごう、1945年6月18日 - 2000年3月15日）は、日本の俳優。本名は粟津 祐教（あわづ ゆうきょう）。秋田県男鹿市出身。東洋大学法学部卒業。妻は詩人の船木倶子。
日活ロマンポルノの初期から後期にかけて活躍した男優の一人である。

## 来歴・人物
浄土真宗大谷派貴栄山・円応寺の住職で歌人としても活躍した粟津祐逸（1915-1973　俳号・爽明）の長男として生まれる。
船越中学校3年生のとき、東映教育映画『なまはげ』に、地元中学生3000人の中から選ばれ主演した。1961年、県立秋田高等学校入学。1964年、父の母校・東洋大学法学部へ入学する。クラブは吟詠会に所属。
卒業後、寺を継ぐつもりでいたが、「男なら中央で活躍してみろ。中学のとき、映画の主役を演ったこともあったろうが」という父の言葉で役者を志し、1968年、日本演技アカデミーを経て劇団俳優小劇場（俳小）に入団。俳小解散後の1971年からは神代辰巳との交流を機に、神代監督の日活ロマンポルノ作品に連続出演するようになる。
その個性が評価され、以降は一般作品やテレビドラマにも数多く出演。日本人的な風貌と体型を活かし、『雲のじゅうたん』『いちばん星』などNHKの連続テレビ小説でも朴訥とした個性を発揮した。石原プロモーション制作の『大都会 闘いの日々』『大都会 PARTII』では秋田弁を話す憎めない平原春夫刑事役でレギュラーとして活躍したが、他の刑事ドラマでは狂気的な犯人役を演じることも多く、1982年の『太陽にほえろ!』第525話への出演では、竜雷太演じる石塚刑事を射殺する覚醒剤中毒の男役を演じるなど、硬軟・善悪自在の演技力を持つ異色のバイプレイヤーとして数々の印象的な演技を残している。
海外製作の映画にも出演しており、ワーナー・ブラザースの『Women of Valor』（1986年）では日本軍の鬼軍曹役でフィリピン・ロケに、イギリス・オーストラリア合作の『HEROES 2』（1991年）ではシドニー・ロケに参加した。
映画やドラマに出演する一方、舞台活動も並行させ、1977年には劇団「ぐるうぷ鬼」、1995年には「倶子オフィス」を設立。自らの脚本・演出によるひとり舞台の上演に取り組んだ。2000年3月15日、胃癌のため逝去。54歳没。

## 出演

### 映画
- なまはげ（1960年、東映教育映画）
- ひとりっ子（1969年、新星映画）
- 甦える大地  (1971年、松竹映配・石原プロ)　-(粟津祐教名義)
- 男一匹ガキ大将（1971年、大映） - ボサ（粟津祐教名義）
- 濡れた唇（1972年、日活） - 清
- 白い指の戯れ（1972年、日活） - 立川刑事
- 八月はエロスの匂い（1972年、日活） - 福田一郎
- 官能地帯　哀しみの女街（1972年、日活） - ユズル
- 一条さゆり 濡れた欲情（1972年、日活） - 大吉
- （秘）弁天御開帳（1972年、日活） - 五木主水
- 哀愁のサーキット（1972年、日活） - オートバイの男
- ポルノの女王 にっぽんSEX旅行（1973年、東映） - 純ちゃん
- 色道講座　のぞき専科（1973年、日活） - ヒデ
- 戦争と人間 第三部 完結篇（1973年、日活） - 初年兵
- 四畳半襖の裏張り（1973年、日活） - 幸一
- 花心中（1973年、松竹） - 正太
- 濡れた欲情 特出し21人（1974年、日活）  - 修
- 竜馬暗殺（1974年、ATG） - 富田三郎
- 待宵草（1974年、日活） - 玄二の弟・太吉
- 続・愛と誠（1975年、松竹）
- 大人のオモチャ ダッチワイフ・レポート（1975年、日活） - 小笠原
- トルコ風呂（秘）外伝 尼僧極楽（1975年、日活） - 唐沢九郎
- 異邦人の河（1975年、緑豆社） - 酒場の客
- 竹久夢二物語 恋する（1975年、松竹） - 浜本浩
- 宇能鴻一郎の濡れて立つ（1976年、日活） - 矢代
- 嗚呼!!花の応援団（1976年、日活）
- おとうと（1976年、松竹＝バーニングプロ）
- 悶絶!! どんでん返し（1977年、日活） - 丸山
- 不連続殺人事件（1977年、ATG） - 坪田平吉
- 坊っちゃん（1977年、松竹）
- 宇能鴻一郎の上と下（1977年、日活）
- 炎の舞（1978年、松竹） - 拓治と出兵先が同じだった男
- ダブル・クラッチ（1978年、松竹） - 工員B
- お嫁にゆきます（1978年、東宝） - 松本清
- 俺は田舎のプレスリー（1978年、松竹）
- 九月の空（1978年、松竹） - 吉田
- 遙かなる山の呼び声（1980年、松竹） - 虻田三郎（その弟）
- 忍者武芸帖 百地三太夫（1980年、東映） - 門太
- 土佐の一本釣り（1980年、松竹） - 政
- 女教師 汚れた放課後（1981年、にっかつ） - 山川先生
- 狂った果実（1981年、にっかつ） - 同僚A
- さらば愛しき大地（1982年、プロダクション群狼）
- 次郎長青春篇 つっぱり清水港（1982年、松竹）
- 丑三つの村（1983年、松竹富士）
- ナナカマドの挽歌（1983年、東映） - 八広
- プルメリアの伝説（1983年、東宝） - 刑事
- セーラー服 百合族2（1983年、にっかつ） - 岩木保
- 海嶺（1983年、松竹）
- 喜劇 家族同盟（1983年、松竹）
- 私の中の娼婦（1984年、にっかつ） - 桂子を抱く男
- みんなあげちゃう（1985年、にっかつ） - 忍者・白影
- タンポポ（1985年、東宝） - ピスケンの手下
- 時代屋の女房（1985年、松竹）
- オーガズム 真理子（1985年、にっかつ） - 川津
- キネマの天地（1986年、松竹） - 馬道刑事
- 不倫（1986年、ENKプロモーション）
- 紳士同盟（1986年、東映）
- WOMEN OF VALOR / フィリピン陥落 -バターン半島1942-（1987年、ワーナー・ブラザース） - コダマ軍曹
- 蛍川（1987年、松竹）
- 親鸞 白い道（1987年、松竹）
- 花園の迷宮（1987年、東映） - セメント職人
- トットチャンネル（1987年、東宝）
- 死線を越えて 賀川豊彦物語（1988年、現代ぷろだくしょん） - 傷辰
- ぼくらの七日間戦争（1988年、東宝）
- ステイ・ゴールド（1988年、松竹） - 島本武志
- 文学賞殺人事件 大いなる助走（1989年、東映） - 土井正人
- 座頭市（1989年、松竹）
- 丹波哲郎の大霊界2 死んだら驚いた!（1990年、松竹富士） - 囚人
- パチンコ物語（1990年、松竹）
- HEROES 2（1991年、英国・豪州合作映画）
- 望郷（1993年、松竹）
- 夢の女（1993年、松竹）
- 武闘派仁義（1993年、イメージファクトリー・アイエム）
- 東雲楼 女の乱（1994年、東映）
- 人間の翼 最後のキャッチボール（1996年、CINEMA CRAFT） - 配属将校
- BUGS（1997年、MAXAM） - 谷口太

### テレビドラマ
- 大河ドラマ（NHK）
  - 元禄太平記（1975年） - 萱野源蔵
  - 花神（1977年） - 福原乙之進
  - 黄金の日日（1978年） - 一松
  - 峠の群像（1982年） - 前原伊助
  - 春の波涛（1985年） - 石田
  - 独眼竜政宗（1987年） - 小室彦七郎
  - 炎立つ（1993年） - 多気致幹
  - 花の乱（1994年） - 熊谷重蔵
- 剣と風と子守唄 第12話「殿様暗殺の日」（1975年、NTV / 三船プロ） - 次郎太
- 俺たちの勲章 第12話「海を撃った日」（1975年、NTV / 東宝） - 警官
- はぐれ刑事 第4話「密告」（1975年、NTV / 国際放映） - 上野交番にいる酔っ払い
- 大都会シリーズ（NTV / 石原プロ） - 平原春夫
  - 大都会 闘いの日々（1976年）
  - 大都会 PARTII 第1話「追撃」 - 第13話「俺の拳銃」（1977年）
- 泣かせるあいつ（1976年、NTV）
- 連続テレビ小説（NHK）
  - 雲のじゅうたん（1976年）
  - いちばん星（1977年）
- 日立スペシャル / 海は甦える（1977年、TBS / テレビマンユニオン） - 朝日の機関兵曹
- 気まぐれ本格派（1977年、NTV / ユニオン映画） - 洗濯屋タケシ
- 赤いシリーズ・赤い激流（1977年、TBS / 大映）
- 大追跡（1978年、NTV / 東宝）
  - 第7話「札束と赤いバラ」 - ブルーフィルム撮影スタッフ
  - 第23話「殺人刑事ウォンテッド」 - 中浜署刑事
- 特捜最前線（ANB / 東映）
  - 第71話「恐怖のタクシードライバー!」（1978年） - タクシー運転手 ※自殺した畠山麦の代役
  - 第338話「午前0時30分の証言者!」（1983年） - 増井信夫
- 悪の紋章（1979年、CX）
- 同心部屋御用帳 江戸の旋風IV 第12話「弁天様と石地蔵」（1979年、CX / 東宝） - 権三
- 俺たちは天使だ! 第11話「運が悪けりゃゴリラが泣くぞ」（1979年、NTV / 東宝） - 城北署・清田刑事
- 江戸の激斗 第8話「宿場の対決」（1979年、CX / 東宝） - 長太
- 東芝日曜劇場1200回記念・女たちの忠臣蔵（1979年12月9日、TBS） - 丑五郎
- 探偵物語 第23話「夕陽に赤い血を!」（1980年、NTV / 東映芸能ビデオ） - 楽器店店主
- 草野球・草家族（1980年、ANB）
- 大捜査線 第19話「果たされた約束」（1980年、CX / ユニオン映画）
- Gメン'75（TBS / 東映）
  - 第281話「夜歩く魔物の花嫁」（1980年） - 島田トラオ
  - 第339話「金髪の女スリ学校」（1981年） - 関根
  - 第352話「野良犬コロの殺人」（1982年） - 赤間徳造
- 大江戸捜査網（12ch / 三船プロ）
  - 第478話「仇討ち無情 親子の絶唱」（1981年）
  - 第499話「隠密対殺し屋 地獄の決斗」（1981年） - 矢場の客
  - 第579話「艶花一輪 闇を濡らす赤い殺意」（1983年） - 左平次
  - 第596話「夫婦崩壊! 女が酒に溺れる時」（1983年） - 安吉
- プロハンター 第2話「二重誘拐」（1981年、NTV / セントラル・アーツ）
- 新五捕物帳 第153話「罠にはめられた女」（1981年、NTV / ユニオン映画）
- 走れ!熱血刑事 第19話（1981年、ANB） - 小田健二 役
- 噂の刑事トミーとマツ 第2シリーズ 第7話「トミマツふらふら! ジャズダンスに潜入」（1982年、TBS / 大映テレビ） - 派出所巡査
- 同心暁蘭之介 第20話「地獄の沙汰」（1982年、CX / 杉友プロ）
- 太陽にほえろ! 第525話「石塚刑事殉職」（1982年、NTV / 東宝） - 久松（麻薬中毒者）
- 立花登 青春手控え 第21話「影の中の女」（1982年、NHK）
- あさきゆめみし（1982年、NHK）
- 右門捕物帖 第32話「泥に咲く花」（1983年、NTV / ユニオン映画）
- 青春はみだし刑事（1983年、YTV）
- 土曜ワイド劇場
  - 母に捧げる犯罪 美しい女相続人（1983年、ANB / にっかつ撮影所） - 青梅東署刑事
  - 混浴露天風呂連続殺人(5) 湯けむりに消えた女三人旅 田沢湖から乳頭温泉へ（1986年、ABC / テレパック）
  - 新・女弁護士 朝吹里矢子(2) ビワの木の復讐!（1995年、ANB / 東映）
  - 牟田刑事官事件ファイル(20) 狙われた婚約者　憎しみの銃弾が牟田を撃つ！（1995年、ANB /C.A.L）
  - 女請負人（2000年） - 沢田三郎
- ニュードキュメンタリードラマ昭和 松本清張事件にせまる 第10話「スパイMの謀略」（1984年、ANB / 東映）
- 新・大江戸捜査網 第12話「さらば極道情け節」（1984年、TX / ヴァンフィル） - ホラ竹
- 北の国から'84夏（1984年、CX）
- 新大型時代劇（NHK）
  - 宮本武蔵（1984年） - 七郎次
  - 真田太平記（1985年） - 西尾仁左衛門
- 私鉄沿線97分署 第52話「モーレツパパを家出でKO!!」（1985年、ANB / 国際放映） - マサルの父
- 誇りの報酬（1986年、東宝 / NTV）
  - 第17話「頭脳プレーでホシを追え」 - 小松
  - 第42話「狙撃者は誰をねらったか」 - 銀竜会・渋井ツネオ
- あぶない刑事 第3話「挑発」（1986年、NTV / セントラル・アーツ） - 仕出し弁当屋（改造拳銃製作職人）
- ザ・ハングマンシリーズ（ABC / 松竹芸能）
  - ザ・ハングマンV 第18話「マル秘取材のお嬢さん記者が襲われる!」（1986年） - 工藤の部下
  - ハングマンGOGO 第13話「地上げ屋に転がされた少女!」（1987年） - 針尾組組長
- ライスカレー（1986年、CX）
- 一休さん・喝! 第7話「名探偵・一休参上!不良少年VS商店街」（1986年、TX / ジェイミック）
- 銀河テレビ小説（NHK）
  - 四捨五入殺人事件（1987年） - 山田
  - 独身送別会（1988年）
- 大都会25時 第18話「憎い夏! 女子大生通り魔事件」（1987年、ANB / 東映）
- 必殺仕事人V・風雲竜虎編 第14話「お化け縁切り哀話」（1987年、ABC / 松竹） - 平吉
- こんな学園みたことない! （1987年、YTV / IVSテレビ制作） - 青木大助
- ベイシティ刑事 第14話「身替わり殺人・炎の中に消えた女」（1988年、ANB / 東映）
- NEWジャングル 第32話「息子よ 逮捕する」（1988年、NTV / 東宝）
- 長七郎江戸日記 第2シリーズ（1988年、NTV / ユニオン映画）
  - 第5話「仇討ちという殺人」 - 蓑吉
  - 第21話「友情の命燃やして」 - 文三
- 暴れん坊将軍（ANB / 東映）
  - 暴れん坊将軍III 第43話「悲願成就、半次郎のいのち」（1988年） - 朝吉
  - 暴れん坊将軍IX 第9話「疑惑の影 泣きぼくろの女」（1999年） - 権三
- 隠密・奥の細道 第7話「仇討無情女の涙」（1988年、TX）
- 大忠臣蔵（1989年、TX） - 丑五郎
- ゴリラ・警視庁捜査第8班 第8話「ベイサイドウォーズ」（1989年、ANB / 石原プロ）
- ハロー!グッバイ 第10話「赤ちゃんは刑事が好き」（1989年、NTV / 東宝）
- 鬼平犯科帳（CX / 松竹）
  - 第1シリーズ 第12話「兇剣」（1989年） - 猫鳥の伝五郎
  - 第7シリーズ 第15話「見張りの見張り」（1997年）
- 奇妙な出来事 第10話「待合室」（1990年、CX）
- 特警ウインスペクター 第2話「笑うラジコン弾!」（1990年、ANB / 東映） - 安達徹
- テニス少女夢伝説!愛と響子（1990年、CX） - 高野賢三
- 豆腐屋直次郎の裏の顔（1990年 - 1992年、ABC / スタッフアズバーズ） - マサ
- 刑事貴族（NTV / 東宝）
  - 刑事貴族 第12話「その時、殺しを請け負った」（1990年） - バーの店員
  - 刑事貴族2 第36話「真実の瞬間」（1992年）
- 月影兵庫あばれ旅 第2シリーズ 第1話「江戸で悪を斬る!」（1990年、TX / 松竹） - 平助
- 水戸黄門 第20部 第43話「男意地気の離縁状 -一関-」（1991年9月2日、TBS / C.A.L） - 源太
- さすらい刑事旅情編（ANB / 東映）
  - さすらい刑事旅情編III 第14話「疑惑!? アリバイ工作をした女」（1991年）
  - さすらい刑事旅情編V 第20話「仔猫と一緒に消えた少女・婚約者の嘘」（1993年）
- 実録犯罪史シリーズ 新説 三億円事件（1991年、CX） - 府中署の刑事
- 火曜サスペンス劇場（NTV）
  - 三十年目の同窓会（1991年） - コンビニ店員
  - 目撃（1992年） - 横山馨巡査
  - 女弁護士 高林鮎子(13) 北斗星1号複合の接点（1993年） - 金森三郎
  - 松本清張スペシャル
    - 影の地帯 （1993年） - 鈴本
    - 中央流沙 （1998年）

  - 取調室
    - 取調室7 「人妻を焼殺した化学者の冷血な情熱に県警本部が挑んだ十二日間」（1997年） - 田丸警部補
    - 取調室8 「殺人捜査の裏を知りぬいたエリート警部の犯罪に県警が挑んだ12日間」（1998年） - 田丸警部補
    - 取調室9 「数多くの人の命を救った女医が犯した殺人に県警本部が挑んだ10日間」（1998年） - 田丸警部補
    - 取調室11 「ホシは元外科医の女性評論家、凶器なき密室殺人に県警が挑んだ12日間」（2000年） - 貝塚警部補
- 裸の大将 第56話「オホーツクに花が咲いた -北海道編-」（1992年、KTV / 東阪企画） - 修
- はぐれ刑事純情派（ANB / 東映）
  - 第5シリーズ 第20話「過激なダイエット 盗撮された女子高生」（1992年） - フリーカメラマン・浅井弘
  - 第10シリーズ 第17話「路上殺人! 子連れ再婚の女」（1997年）
- はだかの刑事 第9話「なごり雪」（1993年、NTV / 東映）
- 八丁堀捕物ばなし第12話「約束」（1994年、CX）
- 月曜ドラマスペシャル（TBS）
  - 金田一耕助の傑作推理(19) 女王蜂（1994年） - 印南連太郎
  - 女弁護士 高見沢響子(1) 愛しすぎて殺す女（1998年）
  - 金田一耕助の事件簿(27) 悪霊島（1999年） - 山本巡査
- 忍者戦隊カクレンジャー 第3話「アメリカン忍者」（1994年、ANB / 東映） - 警官
- 名奉行 遠山の金さん 第6シリーズ 第14話「殴られた金さん」（1994年、ANB / 東映） - 萩原朱山
- 御家人斬九郎（CX / 映像京都）
  - 第1シリーズ 第1話「かたてわざ」（1995年） - 伝吉
  - 第3シリーズ 第10話「待ちぼうけの女」（1998年） - 朝日楼の店主
- 超光戦士シャンゼリオン 第5話「犯人は誰だ!」（1996年、TX / 東映） - 正木源一/闇生物エレギス
- 将軍の隠密!影十八 第5話「無実の証明 罠に落ちた愛」（1996年、ANB / 東映）
- 事件・市民の判決 第2話「消えた指紋、妻と愛人の深い闇」（1996年、TX / 国際放映）
- 刑事追う! 第19話「転落」（1996年、TX / 東映）
- はみだし刑事情熱系 第3シリーズ 第11話「取調室の女! 完全犯罪のトリックを暴け」（1998年、ANB / 東映）
- ズッコケ三人組 第8話「ズッコケ山岳救助隊」（1999年、ETV） - 管理人
- 大岡越前 第15部 第26話「帰って来た友情」（1999年3月15日、TBS / C.A.L） - 権造
- 盤嶽の一生 第3話「津軽の男」（2002年4月16日[3]、CX） - 熊蔵 ※遺作[4]

### オリジナルビデオ
- 昭和鉄風伝 日本海（1991年、日本ビクター） - 富根剛三（矢留組若頭補佐）
- ドトウの笹口組（1994年、ケイエスエス）
- はいすくーるゴーストバスターズ（1995年、JVD）
- 人にいちばん近いまち〜まき子の人権宣言〜（1995年、人権・同和教育映画、京都府福知山市） - 大場先生
- 校内写生'96 A FRAGILE HEART（1996年、JVD）
- 聖少女 濡れた花園（1997年、東映ビデオ）

### バラエティその他
- 明るい農村・なまはげの里
- テレビ評伝・菊池寛
- 内田忠男モーニングショー（1989年） - レポーター
- とんねるずのみなさんのおかげです（1993年）
- ETV特集・大地の声を聴け

ほか多数

### 舞台（劇団俳優小劇場）
- 日と火と碑と人　1969年10月1日〜5日 紀伊国屋ホール
- 舞台の可能性への試み4・地雷爆発　1969年5月29日〜6月2日 農協ホール

### ひとり舞台
- 上野駅14番線
- 千年後の日本人へ
- みちのく力士伝
- お寺さんの話
- ミフネ外伝　etc. いずれも粟津號の脚本・演出・主演による。

### ラジオドラマ
- 戯曲・海へ…ヘミングウェイ(1999年3月6日、NHK-FM　FMシアター) 出演：北村和夫（ヘミングウェイ）／倉野章子（ヘミングウェイの母）／粟津號、尾美としのり（病院の看護人）

## 著書
- 季節はロマン・ポルノ（私家版、1999年）
- 俳優（わざおぎ）がゆく（旭出版企画、2000年4月）ISBN 4901262017
- 三舩敏郎外伝　わたしのトシローさん（船木倶子編・共著、倶子オフィス、2020年12月）ISBN 4990998723